# زدينيك زيمان
زدينيك زيمان (بالتشيكية: Zdeněk Zeman)‏ (ولد في 12 مايو 1947 في براغ) هو مدرب كرة القدم تشيكي. نجح مع العديد من الفرق المختلفة، ومعظمها في كرة القدم الإيطالية. ويعمل حاليا مدربا لنادي النجم الأحمر بلغراد.

## روابط خارجية
- زدينيك زيمان على موقع اتحاد تركيا (مدرب) (الإنجليزية)
- زدينيك زيمان على موقع قاعدة بيانات كرة القدم.إي يو (الإنجليزية)
- زدينيك زيمان على موقع Soccerbase.com (مدرب) (الإنجليزية)
- زدينيك زيمان على موقع عالم كرة القدم.نت (الإنجليزية)